# هربرت فروليتش
هربرت فروليتش عالم فيزيائي بريطاني من اصل ألماني (بالألمانية: Herbert Fröhlich)‏ ولد في ريكسينغين في عهد الإمبراطورية الألمانية في 9 ديسمبر 1905 وتوفي في ليفربول في 23 يناير 1991 وهو شقيق عالم الرياضيات ألبرشت فروليتش.

## حياته الجامعية
في عام 1927، التحق بجامعة لودفيغ ماكسيميليان في ميونخ لدراسة الفيزياءوحصل على الدكتوراه تحت إشراف العالم الفيزيائي أرنولد سومرفيلد في عام 1930.

## حياته العملية
عمل هربرت فروليتش عام 1930 في جامعة فرايبورغ و بسبب ارتفاع معاداة السامية من قبل أدولف هتلر والحزب النازي، وبناء على دعوة من ياكوف فرنكل، رحل إلى الاتحاد السوفيتي في عام 1933. عمل في معهد مختص بالعلوم الفيزيائية والفنية في لينينغراد. خلال التطهير الكبرى لليهود بعد مقتل سيرجي كيروف هرب إلى إنجلترا في عام 1935. التحق بجامعة بريستول حتى عام 1948. وبدعوة من جيمس تشادويك تولى منصب رئيس قسم الفيزياءالنظرية في جامعة ليفربول. في عام 1973 عين أستاذاً للفيزياء الصلبة في جامعة سالفورد.

## إنجازاته
- نظرية الإثارة متماسكة في النظم البيولوجية.
- المكثفات

## الجوائز
- ميدالية ماكس بلانك
- زملة الجمعية الملكية
- رشح لجائزة نوبل في الفيزياء في عام 1963 وعام 1964.